# Monumento a Velázquez (Madrid)
La estatua de Velázquez es un ejemplar de arte público ubicado en Madrid. Levantado frente a la puerta principal del Museo del Prado, el monumento consiste en una estatua sedente de bronce del pintor Diego Velázquez obra de Aniceto Marinas que se alza sobre una peana pétrea.

## Historia y descripción
La idea de erigir una estatua a Velázquez fue una idea del Círculo de Bellas Artes. La estatua fue fundida por la Casa Masriera y Campins en Barcelona, empleando bronce suministrado por el Estado español. Diseñada por Aniceto Marinas, la estatua representa a una figura sedente de Velázquez, con su paleta y pincel en posición de descanso. El gesto de mano del Velázquez imita al del autorretrato del pintor en Las Meninas.
El pedestal fue obra de Vicente Lampérez y fue financiado por la Sociedad de Arquitectos; consiste en un cubo de piedra blanca de Monóvar de 1,90 metros de altura. En su cara delantera, aparece inscrito el nombre «Velázquez» surmontado de una estrella. Las caras laterales del pedestal muestran inscritos los años de nacimiento y muerte del pintor, «1599» y «1660», respectivamente. Entretanto la cara trasera del cubo reza «los artistas españoles por iniciativa del círculo de bellas artes — 1899».
El monumento fue inaugurado el 14 de junio de 1899, con ocasión de los fastos del 300.º aniversario del nacimiento del pintor. Entre los asistentes a la ceremonia se encontraron la Familia Real (incluyendo la reina regente María Cristina y el rey Alfonso XIII), los ministros de Fomento y Marina, Santiago de Liniers, Francisco Romero Robledo, Repullés y Vargas, Benlliure y Manuel Ruiz Guerrero. Entre los intervinientes que impartieron unas palabras se encontraron los pintores franceses Carolus-Duran y Jean-Paul Laurens, y Edward Poynter, presidente de la Real Academia británica.